# Нілсвілл (Вісконсин)
Нілсвілл (англ. Neillsville) — місто (англ. city) в США, в окрузі Кларк штату Вісконсин. Населення — 2384 особи (2020).

## Географія
Нілсвілл розташований за координатами 44°33′37″ пн. ш. 90°35′27″ зх. д. / 44.56028° пн. ш. 90.59083° зх. д. (44.560316, -90.590781).  За даними Бюро перепису населення США в 2010 році місто мало площу 7,43 км², з яких 7,17 км² — суходіл та 0,26 км² — водойми.

## Демографія
Згідно з переписом 2010 року, у місті мешкали 2463 особи в 1095 домогосподарствах у складі 586 родин. Густота населення становила 331 особа/км².  Було 1230 помешкань (165/км²).
Расовий склад населення:
| - 96,2 % — білих - 1,1 % — азіатів - 0,7 % — корінних американців - 0,4 % — чорних або афроамериканців |

До двох чи більше рас належало 0,7 %. Частка іспаномовних становила 2,3 % від усіх жителів.
За віковим діапазоном населення розподілялося таким чином: 21,8 % — особи молодші 18 років, 54,5 % — особи у віці 18—64 років, 23,7 % — особи у віці 65 років та старші. Медіана віку мешканця становила 43,6 року. На 100 осіб жіночої статі у місті припадало 87,3 чоловіків;  на 100 жінок у віці від 18 років та старших — 83,3 чоловіків також старших 18 років.
Середній дохід на одне домашнє господарство  становив 46 078 доларів США (медіана — 38 828), а середній дохід на одну сім'ю — 59 260 доларів (медіана — 52 500). Медіана доходів становила 42 135 доларів для чоловіків та 31 196 доларів для жінок. За межею бідності перебувало 10,6 % осіб, у тому числі 7,5 % дітей у віці до 18 років та 16,0 % осіб у віці 65 років та старших.
Цивільне працевлаштоване населення становило 1006 осіб. Основні галузі зайнятості: освіта, охорона здоров'я та соціальна допомога — 26,9 %, виробництво — 19,2 %, роздрібна торгівля — 16,7 %.